# Steven Verhelst (schrijver, scheikundige)
Steven Hendrik Leonard Verhelst (Vlaardingen, 14 juli 1976) is een Nederlandse schrijver en scheikundige.
Verhelst schrijft voornamelijk Nederlandstalig proza, dat zich kenmerkt door een zoektocht naar de ware aard van de hoofdpersonen, die stuk voor stuk antihelden blijken te zijn. Hij heeft onder andere gepubliceerd in tijdschriften als Passionate en Tzum en de bloemlezing Vanuit de lucht en Sub Urban en andere verhalen. Ook trad hij met poëzie op tijdens Lowlands. Verhelst was met collega-schrijver Ernest van der Kwast een van de drijfveren achter het pseudoniem Yusef el Halal die in 2004 zijn debuut maakte met de verhalenbundel Man zoekt vrouw om hem gelukkig te maken (ISBN 9789051088700, samen met een groep collega-schrijvers onder wie Jacob van Duijn, Ronald Giphart en Ingmar Heytze).
Samen met Look J. Boden en later ook Benne van der Velde was hij verantwoordelijk voor de redactie van literair tijdschrift  Renaissance.
Als scheikundige houdt Verhelst zich onder andere bezig met onderzoek naar medicijnen tegen kanker. Al tijdens zijn studie aan de Universiteit Leiden werd hij uitgenodigd voor onderzoek aan de Harvard Medical School in Boston. Hij studeerde cum laude af in 1999, gevolgd door een promotie tot doctor in 2004. Daarna deed hij vier jaar onderzoek aan de Stanford-universiteit in Palo Alto. Van 2008 tot 2014 was Verhelst als groepsleider verbonden aan de Technische Universiteit van München. Sinds 2015 leidt hij de AG Chemical Proteomics aan het Leibniz Instituut voor analytische wetenschappen en is hij associate professor aan de Katholieke Universiteit Leuven. Zijn werk concentreert zich op het ontwikkelen van chemical-proteomicsmethoden en de bestudering van intramembraanproteasen.